# Just the Two of Us (chanson)
Pour les articles homonymes, voir Just the Two of Us.
Singles par Grover Washington Jr.
Let It Flow (For "Dr. J")
(1980) Winelight
(1981)
Singles par Bill Withers
You Got the Stuff
(1979) I Want to Spend the Night
(1981)
Just the Two of Us (Juste nous deux, en anglais) est une chanson américaine rhythm and blues-smooth jazz composée par Ralph MacDonald et William Salter, et écrite par Bill Withers, qui l'enregistre en duo avec le saxophoniste Grover Washington, Jr. sur leurs albums Winelight de 1980 et Bill Withers' Greatest Hits (en) de 1981, avec un single commun de 1981,. Un des plus importants succès internationaux de leurs carrières respectives et du smooth jazz des années 1980.

## Histoire

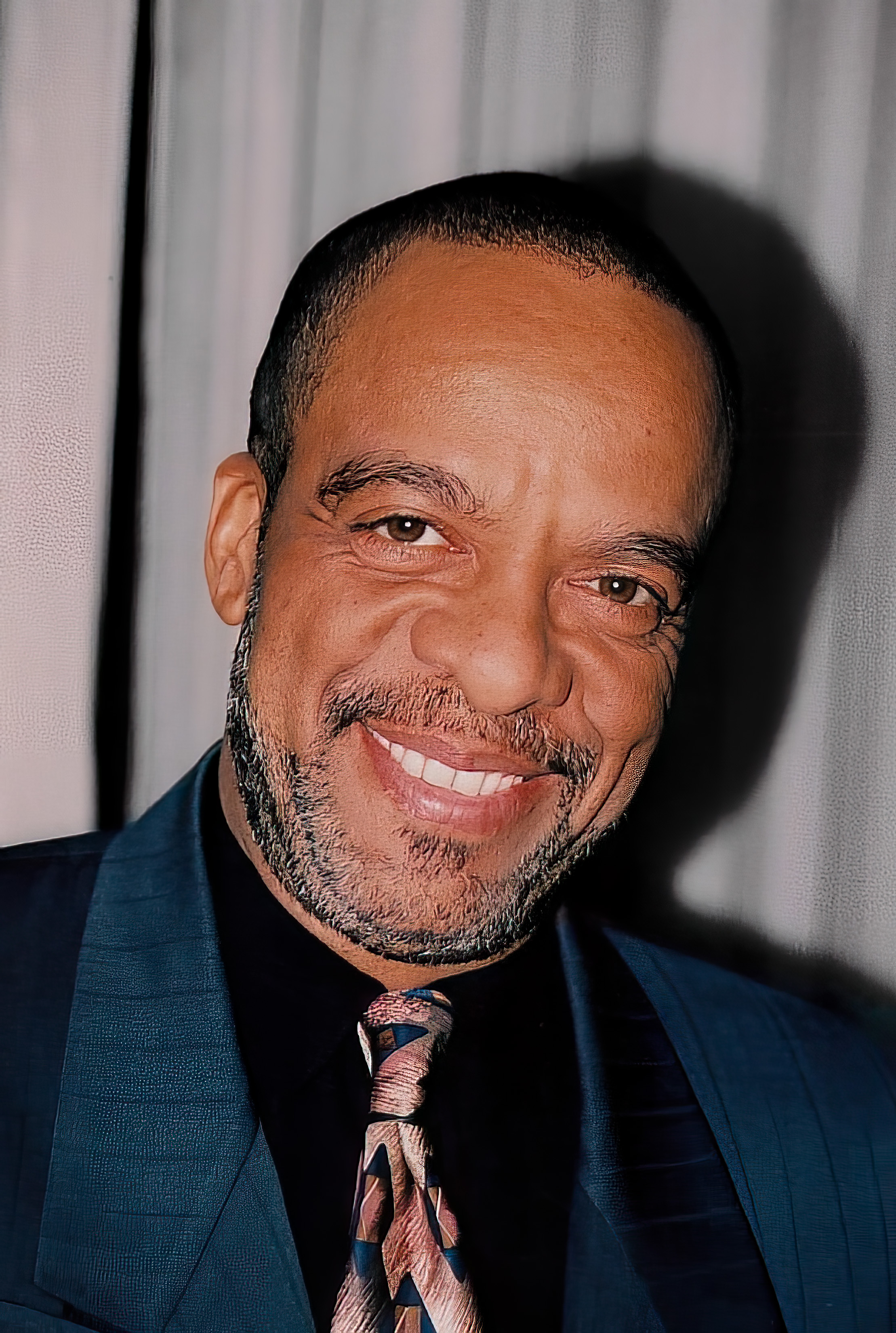
Grover Washington, Jr., en 1995

Cette chanson d'amour et de smooth jazz, inspirée de musique tropicale, est à l'origine une composition instrumentale de Ralph MacDonald et William Salter. Ils ont ensuite contacté Bill Withers pour qu'il écrive les paroles et interprète et enregistre la chanson avec le saxophoniste Grover Washington, Jr., accompagnés entre autres de Richard Tee au piano électrique Fender Rhodes, Ed Walsh et Bill Eaton aux synthétiseurs Oberheim, Marcus Miller à la guitare basse, et Ralph MacDonald (compositeur du titre) aux congas et steel drum « Seulement nous deux, on peut le faire si nous essayons, seulement nous deux, construisant des palais dans le ciel, seulement nous deux, toi et moi... ».
Publié en single 45 tours au début de l'année 1981, ce tube rencontre un important succès international et se classe no 2 du Billboard Hot 100 américain. Le titre est récompensé par le Grammy Award de la meilleure chanson R&B lors de la 24e cérémonie des Grammy Awards. Ce tube est également considéré comme une des origines du succès du smooth jazz des années 1980. L'album Winelight reçoit le Grammy Award de la meilleure interprétation de jazz fusion 1982.

## Structure
L’accord de la chanson est réglé sur environ A = 444 Hz, par opposition à l’accord standard A = 440 Hz. La chanson est dans la tonalité de fa mineur. La progression d’accords principaux est ré♭ majeur 7, do7, fa mineur, mi♭ mineur 7, la♭7. La chanson est jouée à environ 96 battements par minute.

## Classements et certifications
| Classement (1981)                      | Meilleure position |
| -------------------------------------- | ------------------ |
| Australie (Kent Music Report)          | 31                 |
| Belgique (Flandre Ultratop 50 Singles) | 16                 |
| Canada (Top Singles)                   | 10                 |
| Canada (Adult Contemporary Tracks)     | 5                  |
| États-Unis (Hot 100)                   | 2                  |
| États-Unis (Adult Contemporary)        | 2                  |
| États-Unis (Hot Black Singles)         | 3                  |
| États-Unis (Cash Box Top 100)          | 4                  |
| Irlande (IRMA)                         | 25                 |
| Nouvelle-Zélande (RMNZ)                | 24                 |
| Pays-Bas (Nederlandse Top 40)          | 11                 |
| Pays-Bas (Nationale Hitparade)         | 16                 |
| Royaume-Uni (UK Singles Chart)         | 34                 |

| Classement (2020–21)                 | Meilleure position |
| ------------------------------------ | ------------------ |
| France (SNEP)                        | 150                |
| Pays-Bas (Single Top 100)            | 90                 |
| Suède (Sverigetopplistan Heatseeker) | 4                  |

| Classement (1981)               | Position |
| ------------------------------- | -------- |
| Canada (Top Singles)            | 78       |
| États-Unis (Hot 100)            | 18       |
| États-Unis (Adult Contemporary) | 18       |
| Pays-Bas (Nederlandse Top 40)   | 81       |

| Classement (1958–2017) | Position |
| ---------------------- | -------- |
| États-Unis (Hot 100)   | 584      |

### Certifications
| Région                                   | Certification | Ventes/Streams |
| ---------------------------------------- | ------------- | -------------- |
| Danemark (IFPI)                          | Or            | 45 000‡        |
| Italie (FIMI)                            | Or            | 35 000‡        |
| Royaume-Uni (BPI)                        | Or            | 400 000‡       |
| ‡ventes/streaming selon la certification |               |                |

## Postérité

### Autres versions

#### Reprises et adaptations
Just the Two of Us est notamment repris par de nombreux artistes :
- Björn Skifs et Agneta Baumann sur I Am an Illusion (1981)
- Gary Puckett sur Melodie (1982)
- John Holt sur Just The Two Of Us (1982)
- Jack Jones sur Jack Jones (1982)
- Anal Cunt, en trio avec Seth Putnam et Hillary Logee sur leur album I Like It When You Die (1997)[31]
- Axelle Red sur Parce que c'est toi (1999)[32],[33]
- Regina Belle, Steve Cole et George Duke sur To Grover, with Love (2001)
- Marlena Shaw sur Lookin' for Love (2003)
- Engelbert Humperdinck sur Let There Be Love (2005)
- Hiroko Shimabukuro sur Coco d'Or 2 (2006)
- Wendy Van Wanten sur Woman in Love (2006)
- Masayoshi Yamazaki sur Cover All Yo! (2007)
- Jane Fostin, et Leee John d'Imagination sur Éclipse (2007)
- Johnny Mathis et Kenny G sur A Night to Remember (2008)
- Benjamin Siksou sur Instantanés du 11/04/2009 (2009)
- Joana Zimmer sur Showtime (2008)
- Cyrille Aimée et Diego Figueiredo sur Just The Two Of Us (2010)
- Larissa Dolina sur Route 55 (2010)
- Marie-Ève Janvier et Jean-François Breau sur La vie à deux (2011)
- Matt Dusk et Margaret sur Just The Two Of Us (2015)
- José James sur Lean On Me (2018)
- Pomplamoose en single (2020)
- Rhiannon Giddens et Sxip Shirey en single (2020)
- Scary Pockets, Lizzy McAlpine et Swatkins en single (2021)
- Fanfare Ciocărlia sur It Wasn't Hard to Love You (2021)
- Fujii Kaze dans l'album de reprises LOVE ALL COVER ALL (2022/2023)
- Delo[34]

#### Samples
Just the Two of Us a notamment été samplé par :
- Daddy Lord C sur Freaky Flow (1995)
- Will Smith sur l'album Big Willie Style (1997)[33]
- Eminem sur The Slim Shady EP (1997)

#### Parodies
- Le groupe Theory of a Deadman a interprété une parodie disponible sur leur album Dinosaur (Theory of a Deadman) (en)[36]

### Dans la culture populaire
Sauf indication contraire, les informations mentionnées dans cette section peuvent être confirmées par la base de données cinématographiques IMDb,  présente dans la section « Liens externes ».

#### Cinéma
- 1999 : Austin Powers 2 : L'Espion qui m'a tirée, de Jay Roach, bande-son du film[37].
- 2001 : Bandits, de Barry Levinson, avec Bruce Willis et Cate Blanchett.
- 2022 : Hôtel Transylvania : Changements monstres, de Derek Drymon[38].

#### Télévision
- 2003 : Six Feet Under (série télévisée)

#### Publicité
Le titre a été popularisé en France pour être la musique principale des campagnes de publicités pour le fromage Caprice des Dieux depuis 2009.

#### Mème internet
Le 3 mai 2022, une chaîne YouTube du nom de KILTLE poste une vidéo intitulée Just The Two Of Us. Celle-ci reprend l'enregistrement de Grover Washington, Jr. de la chanson Just the Two of Us avec en fond d'écran un photomontage de l'acteur Cillian Murphy, tirée de la série Peaky Blinders, avec le personnage de Chika Fujiwara de l'anime Kaguya-Sama: Love Is War. La vidéo devient rapidement virale, atteignant 14,3 millions de vues en 7 mois et inspirant d’autres utilisateurs à créer des vidéos similaires, les premières versions dérivées apparaissant en juin 2022.

#### Tik Tok
En 2020, Just the Two of Us est devenu tendance sur TikTok,, ce qui a incité la petite-fille de Salters, Jada Salter, à télécharger une vidéo commémorant son travail sur la plateforme.